# Saint-Gabriel
Pour les articles homonymes, voir Saint-Gabriel (homonymie).
Saint-Gabriel est une ville du Québec (Canada), située dans la municipalité régionale de comté de D'Autray, dans la région administrative de Lanaudière.

## Toponymie
La municipalité est nommée en l'honneur de l'archange Gabriel.

## Histoire

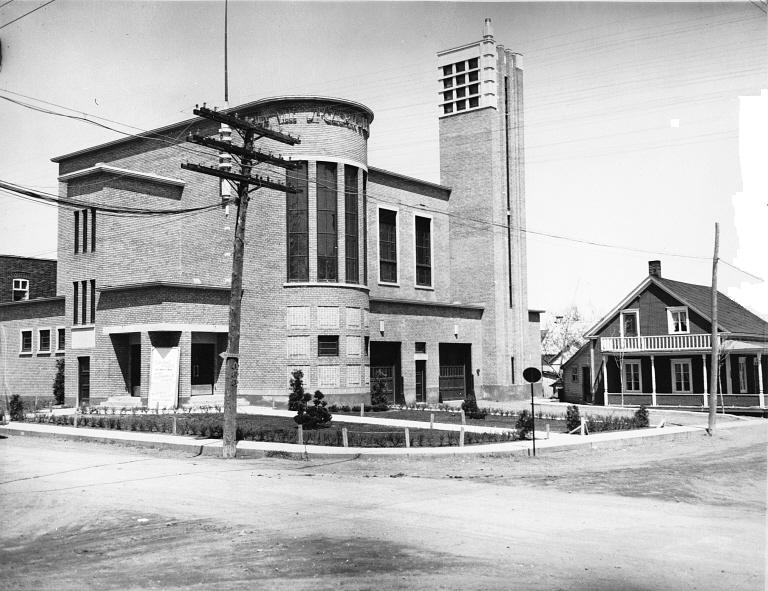
Théâtre situé dans le poste de pompiers de Saint-Gabriel-de-Brandon, 1930-1940

« D'abord érigée en 1892 comme municipalité du village de Saint-Gabriel-de-Brandon, détachée de la municipalité de paroisse homonyme, Saint-Gabriel obtiendra son statut et prendra son nom actuel en 1967. L'usage populaire a cependant conservé l'appellation originelle de Saint-Gabriel-de-Brandon. L'endroit doit largement son développement initial au chemin de fer . »
La voie ferrée entre Saint-Gabriel et Montréal est achevée en 1888.
La ville accueille entre 1996 et 1998 la franchise de hockey sur glace du Blizzard de Saint-Gabriel qui évolue dans la Ligue de hockey semi-professionnelle du Québec. L'équipe remporte en 1996-1997 la Coupe Futura en remportant les séries éliminatoires.
En 2008, l'église de cette localité est menacée de fermeture.

## Démographie
| 1991  | 1996  | 2001  | 2006  | 2011  | 2016  |
| ----- | ----- | ----- | ----- | ----- | ----- |
| 2 710 | 2 862 | 2 775 | 2 828 | 2 844 | 2 640 |

## Administration
Les élections municipales se font en bloc et suivant un découpage de six districts.
| Saint-Gabriel Maires depuis 2002                                                                                     |               |         |          |
| Élection | Maire         | Qualité | Résultat |
| 2002 | Gaston Durand |         | Voir     |
| 2005 | Gaétan Gravel |         | Voir     |
| 2009 | Gaétan Gravel | Voir    |          |
| 2013 | Gaétan Gravel | Voir    |          |
| 2017 | Gaétan Gravel | Voir    |          |
| 2021 | Gaétan Gravel | Voir    |          |
| Élection partielle en italique Depuis 2005, les élections sont simultanées dans toutes les municipalités québécoises |               |         |          |

## Éducation
La Commission scolaire Sir Wilfrid Laurier géré des écoles anglophones:
- École primaire Joliette à Saint-Charles-Borromée[9]
- École secondaire Joliette à Joliette[10]